# カミラ・レックバリ

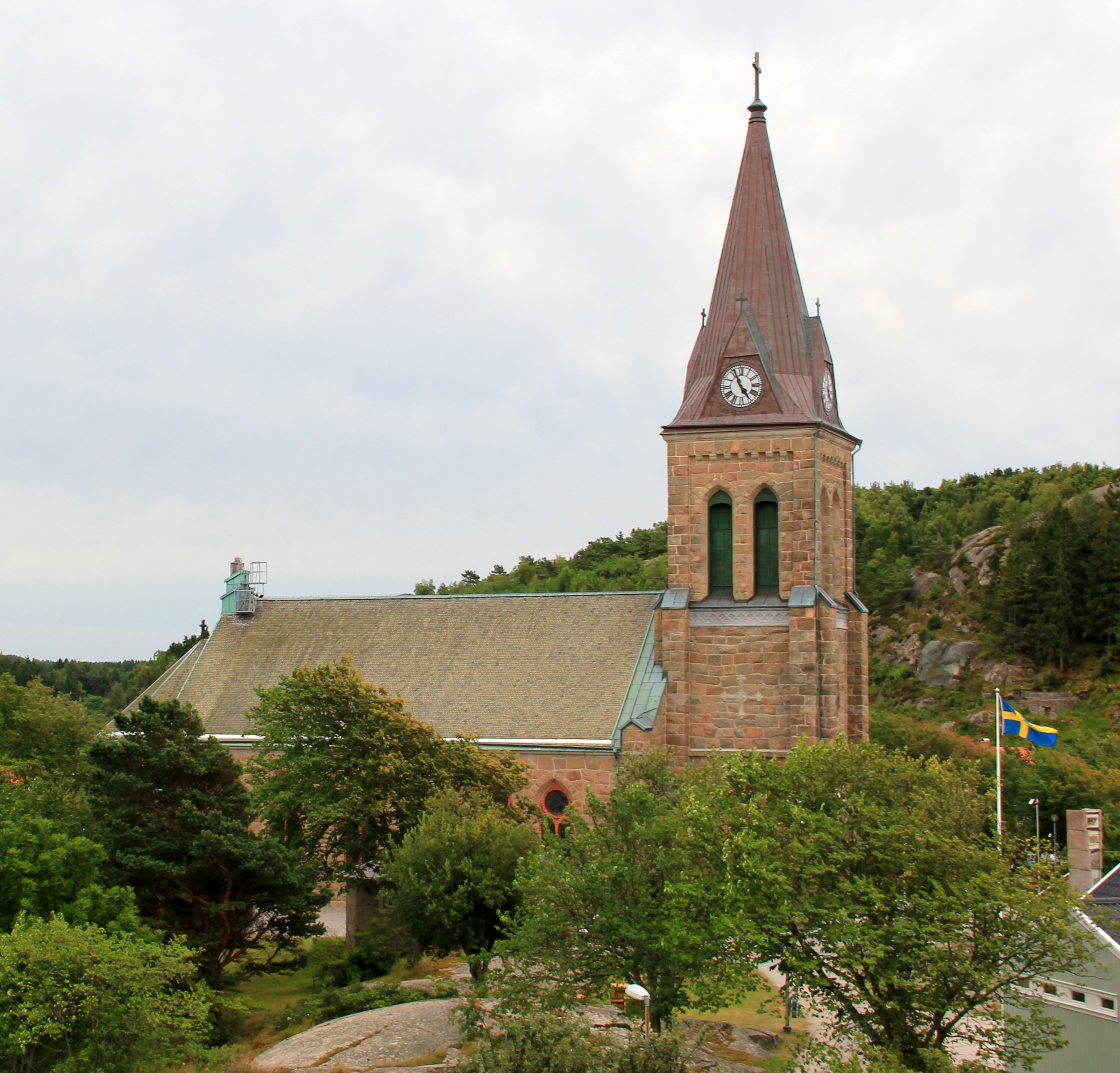
レックバリの出生地、フィエルバッカ

カミラ・レックバリ（Jean Edith Camilla Läckberg Eriksson、1974年8月30日 - ）は、スウェーデンの小説家。
スウェーデン西海岸のブーヒュースレーン地方のフィエルバッカで生まれた。現在、夫と3人の子どもとストックホルムに在住。

## 経歴
幼い頃から父の本棚にあった犯罪小説（推理小説）を好んで読み、ゴブリンが登場する作品などを書いていた。
ヨーテボリ大学経済学部を卒業後、ストックホルム南部の町に引越し、作家を目指しながらエコノミストとして数年働いた後に、「エリカ&パトリックシリーズ」でデビュー。デビュー前に夫と両親からクリエイティブ・ライティングのコースをクリスマスプレゼントとして貰い、受講した。当時の夫とは後に離婚した。
2005年、自身の本の刊行記念パーティーで後の夫、マーティン・メリンと出会い、2010年に結婚（レックバリにとっては再婚）。メリンは本国のリアリティー番組"Expedition Robinson" の2009年の優勝者である。

## 評価
スウェーデン本国では、シリーズ4作が合計400万部の売り上げを記録し、1970年代の推理小説シリーズ「マルティン・ベック」や2000年代のベストセラー「ミレニアム」を超える人気シリーズとなった。世界25カ国以上で翻訳されている。
物語のディテールや深みのあるキャラクター造形が特に賞賛されている。スウェーデンのアガサ・クリスティと呼ばれることがある。
2005年にSKTF賞の「今年の作家賞」を、翌2006年には国民文学賞を受賞した。

## 作品リスト
エリカ&パトリック事件簿
作家のエリカが幼なじみの刑事パトリックと捜査に関わるシリーズ。第1作『氷姫』は、テレビドラマ化され、映画化も決定している。日本では、集英社文庫より刊行されている。
| #  | 邦題             | 原題           | 英語題                 | 刊行年 | 刊行年月   | ISBN                   | 翻訳者             | 備考             |
| -- | ---------------- | -------------- | ---------------------- | ------ | ---------- | ---------------------- | ------------------ | ---------------- |
| 1  | 氷姫             | Isprinsessan   | The Ice Princess       | 2003年 | 2009年8月  | ISBN 978-4-08-760584-6 | 原邦史朗           | 解説：穂井田直美 |
| 2  | 説教師           | Predikanten    | The Preacher           | 2004年 | 2010年7月  | ISBN 978-4-08-760607-2 | 原邦史朗           |                  |
| 3  | 悪童             | Stenhuggaren   | The Stone Cutter       | 2005年 | 2011年3月  | ISBN 978-4-08-760620-1 | 富山クラーソン陽子 |                  |
| 4  | 死を哭く鳥       | Olycksfågeln   | The Gallows Bird       | 2006年 | 2012年4月  | ISBN 978-4-08-760643-0 | 富山クラーソン陽子 |                  |
| 5  | 踊る骸（むくろ） | Tyskungen      | The Hidden Child       | 2007年 | 2013年4月  | ISBN 978-4-08-760664-5 | 富山クラーソン陽子 | 解説：池上冬樹   |
| 6  | 人魚姫           | Sjöjungfrun    | The Drowning           | 2008年 | 2014年1月  | ISBN 978-4-08-760681-2 | 富山クラーソン陽子 |                  |
| 7  | 霊の棲む島       | Fyrvaktaren    | The Lost Boy           | 2009年 | 2014年10月 | ISBN 978-4-08-760693-5 | 富山クラーソン陽子 | 解説：杉江松恋   |
| 8  | 死神遊び         | Änglamakerskan | The Angel Maker's Wife | 2011年 | 2016年6月  | ISBN 978-4-08-760722-2 | 富山クラーソン陽子 | 解説：三橋暁     |
| 9  | 獣使い           | Lejontämjaren  | The Ice Child          | 2014年 | 2017年11月 | ISBN 978-4-08-760741-3 | 富山クラーソン陽子 |                  |
| 10 | 魔女             | Häxan          | The Girl in the Woods  | 2017年 | 2019年9月  | ISBN 978-4-08-760759-8 | 富山クラーソン陽子 |                  |